# Rodolfo Fredi
Rodolfo Fredi (1861 - 1950) fue un lutier italiano. Miembro de la nobleza, el Conde Rodolfo Fredi nace en 1861, hijo del lutier Fabio Fredi. Trabajó en Roma hasta su muerte en 1950.

## Trayectoria
Hay 450 ejemplos conocidos de su trabajo; los más antiguos datan de 1885.
Rodolfo Fredi sigue el modelo de los Stradivarius. Y es conocido por la buena ejecución de los detalles y la excelente calidad de la fabricación de los instrumentos, una cualidad heredada de su padre.
Siempre usaba una buena calidad de la madera tanto del Tirol como de las montañas Abruzzi.
Sus trabajos están valorados por encima de los 30.000€.